# A865 (Groot-Brittannië)
De A865 is een weg in het Verenigd Koninkrijk die de belangrijkste verbinding vormt op de dunbevolkte eilanden North Uist, Benbecula en South Uist, onderdelen van de Buiten-Hebriden.
De weg loopt van Lochmaddy in zuidelijke richting naar Lochboisdale. De weg heeft een lengte van 95,3 kilometer en is een vervolg op de A859, die loopt vanuit Stornoway naar de veerhaven Leverburgh.
Op North Uist worden vanaf de veerhaven bij Lochmaddy (met een veerverbinding naar Uig op Skye), de volgende plaatsen gepasseerd: Sruth Mor, Grenitote (Greinetobht), Sollas (Solas), Malaclete (Malacleit), Cladach Bhalaigh, Griminish (Griminis), Balmartin (Baile Mhartainn), Tigharry (Tigh a' Ghearraidh), Balranald (Baile Raghnill), Paiblesgarry (Paiblesgearraidh), Bayhead (Ceann a' Bhaigh), Cladach Kyles (Cladach a' Chaolais), Cladach Kirkibost (Cladach Chirceboist), en Cladach Illeray (Cladach Iolaraigh). Vervolgens passeert de weg de North Ford Causeway, de dam tussen North Uist en Benbecula.
Na het passeren van het eiland Benbecula loopt de weg over de South Ford Causeway naar South Uist, langs de plaatsen Stilligarry (Stadhlaigearraidh), Dramsdale (Dreumasdal), Howmore (Tobha Mor), Howbeg (Tobha Beag) en het negen meter hoge beeld Our Lady of the Isles. Langs de route ligt ook de hoogste berg van South-Uist, de Beinn Mhòr. Daarna worden de plaatsen Bornish (Bornais), Kildonan (Cill Donnain), de geboorteplaats van Flora MacDonald, Garryvaltas (Gearraidh Bhailteas), Askernish (Aisgernis) en Daliburgh (Dalabrog) gepasseerd en ten slotte wordt de veerhaven Lochboisdale bereikt.

## Afbeeldingen

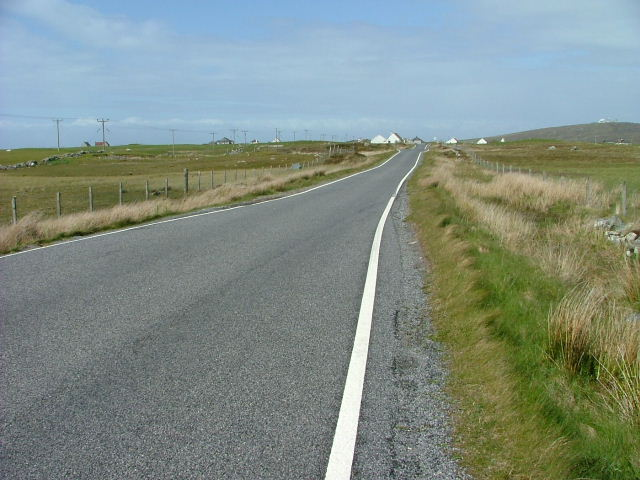
De A865 bij Stadhlaigearraidh.
De afslag naar de C83
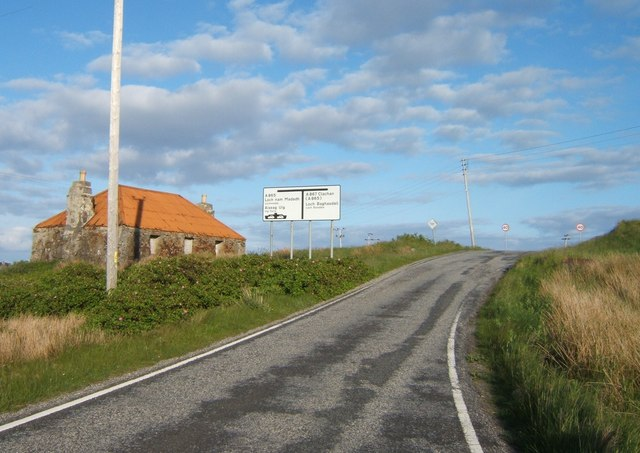
Bewegwijzering langs de route
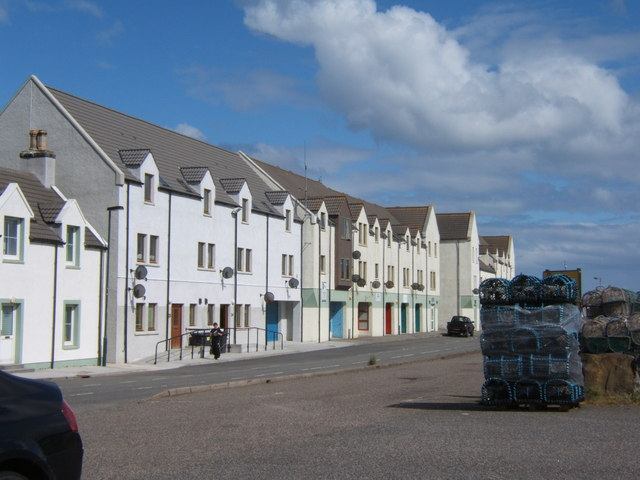
De A865 in Lochboisdale
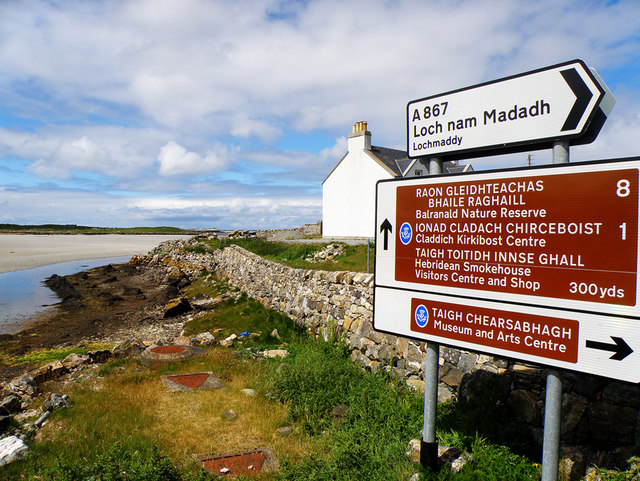
Nogmaals bewegwijzering langs de route
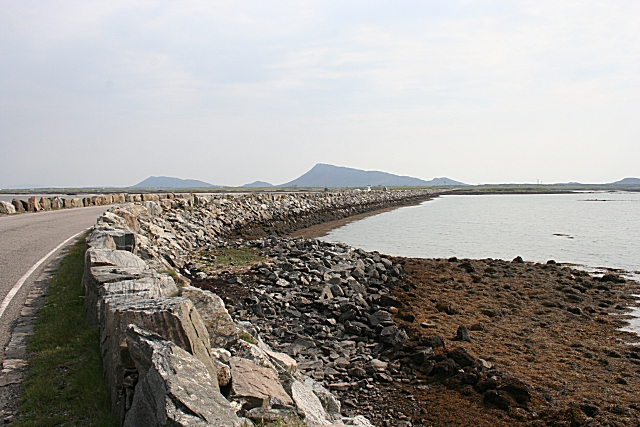
De North Ford Causeway